# Jan Zlatoústý
Svatý Jan Zlatoústý (347 nebo 349 Antiochie, Antakya, Římská říše (dnes Turecko) – 14. září 407, Komana v Pontu, Byzantská říše (dnes Turecko); řecky  Ιωάννης ο Χρυσόστομος, Ioannés Chrýsostomos) byl konstantinopolský arcibiskup známý pro svou řečnickou a kazatelskou zdatnost (právě díky ní byl k jeho jménu posmrtně přidán přídomek Zlatoústý). Rozhodně odsuzoval zneužívání pravomocí světskými i církevními činiteli. To vedlo např. k jeho sporu s císařovnou Eudokií. V roce 1568 jej papež sv. Pius V. jmenoval učitelem církve.

## Život
Po brzké smrti otce, který byl vysokým důstojníkem, se Janovy výchovy ujala jeho zbožná matka Anthusia. Studoval filosofii a rétoriku u řeckého spisovatele Libania (314–393) v Antiochii a byl jeho nejlepší žák. Po studiích působil jako právní zástupce. Současně se tři roky připravoval na křest, který přijal asi v roce 369. Pod vedením přísně asketického učitele Diodóra († 391), význačného představitele tzv. antiochijské teologické školy, se věnoval studiu Bible.
Roku 373 se stal poustevníkem v nedalekých horách. Drsná strohost tohoto způsobu života mu poškodila zdraví, takže se po šesti letech vrátil do Antiochie. Roku 386 byl biskupem Flavianem vysvěcen na kněze a pověřen kázat v katedrále. Proslavil se jako vynikající kazatel. Jeho kázání, z nichž některá se zachovala, mu vynesla v 6. století přízvisko Chrýsostomos (Zlatoústý).
V roce 398 přijal s váháním jmenování patriarchou v Konstantinopoli, kde rozvinul charitativní činnost, s neúprosnou mravní přísností usiloval o reformu kněžského života a bojoval proti zlořádům ve společnosti i na císařském dvoře. Tím si znepřátelil císařský dvůr, ale také značnou část církevní hierarchie včetně ambiciózního alexandrijského patriarchy Theofila, který se pokoušel ne zcela korektními prostředky dosadit na konstantinopolský stolec svého kandidáta. Dostal se i do sporů s Theofilovým svárlivým synovcem, pozdějším svatým Cyrilem Alexandrijským. Janovou úhlavní protivnicí se stala zejména císařovna Eudokia. Na její popud byl v roce 403 sesazen a poslán do exilu, lid si však vynutil jeho návrat. Příměří s císařovnou netrvalo dlouho po surovém vojenském zásahu během velikonočních obřadů v roce 404 byl poslán do vyhnanství v Malé Arménii. Nepřestal však řídit svoji diecézi a vedl rozsáhlou korespondenci. Na nátlak svých nepřátel byl z císařova rozkazu eskortován na místo ještě odlehlejší na východní pobřeží Černého moře. Tříměsíční namáhavé putování pustinami, připomínající pochod smrti, však starý biskup s podlomeným zdravím nepřežil. Jeho pohřbu se zúčastnilo velké množství věřících a stal se doslova manifestací.[zdroj?]
Římský papež Inocenc I. (papežem 401–417) jej krátce po jeho smrti zařadil do seznamu svatých.

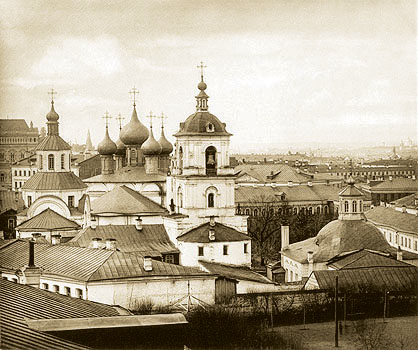
Klášter Jana Zlatoústého v Moskvě (1882).

Pravoslavná církev a východní katolické církve ho řadí ho mezi tři svaté hierarchy (společně s Basileiem Velikým a Řehořem z Nazianzu). Římskokatolická církev ho počítá mezi učitele církve. Jeho ostatky byly v roce 1204 uloupeny křižáky, ale v roce 2004 byly navráceny do Istanbulu.
Podle svého rodiště bývá někdy nazýván též Jan z Antiochie, tím však může dojít k záměně s antiošským biskupem téhož jména, který žil v první polovině 5. století.

## Spisy
Ve své kazatelské a literární činnosti využíval Jan Zlatoústý antickou vzdělanost a spojoval myšlenkovou hloubku s ušlechtilou formou. Nezaměřoval se již na obhajobu křesťanství proti pohanům ani na dogmatické spory uvnitř křesťanství, ale usiloval především o nápravu společnosti.
Jsou dochovány stovky jeho homilií (promluv) na texty téměř všech knih Starého a Nového zákona a úvahy na rozmanitá témata. Nejznámější z nich jsou o kněžství, o mnišském životě, o křtu. Zachovalo se též přes 200 jeho listů. Byť není pravděpodobně jejím autorem, nese jeho jméno byzantská liturgie, užívána téměř ve všech pravoslavných (ortodoxních) církvích a latinizované podobě také uniaty – řeckými katolíky.
Mezi jeho další díla patří Knihy o napravení padlého (do češtiny přeložil a předmluvu napsal Viktorin Kornel ze Všehrd) a několik pojednání – O kněžství, Proti těm, kdo zavrhují klášterní život a Proti judaizujícím křesťanům. Jan Zlatoústý napsal také svou Řeč proti Židům, v níž definuje konkrétně, proč křesťané nemají mít rádi Židy. Považuje židovství za zastaralý koncept, s Kristem se lidstvo posunulo dále. Židé, kteří v Krista nevěří a dokonce jej zabili, jsou ti špatní. Stal se tak jedním z prvních antijudaistů – či dnes používanějším slovem antisemitů.